# Zilling
Zilling – miejscowość i gmina we Francji, w regionie Grand Est, w departamencie Mozela.
Według danych na rok 1990 gminę zamieszkiwały 252 osoby, a gęstość zaludnienia wynosiła 70 osób/km² (wśród 2335 gmin Lotaryngii Zilling plasuje się na 795. miejscu pod względem liczby ludności, natomiast pod względem powierzchni na miejscu 1128.).